# Brunfauttoren
De Brunfauttoren (Frans: Tour Brunfaut) is een woontoren aan de Fernand Brunfautstraat in de Belgische gemeente Sint-Jans-Molenbeek in het Brussels Hoofdstedelijk Gewest. De toren werd gebouwd in 1965 door architect Julien Roggen en werd tussen 2019 en 2024 gerenoveerd. De toren telt 21 verdiepingen en 98 sociale woningen. Het pand en de aanliggende straat zijn genoemd naar de Brusselse architect en politicus Fernand Brunfaut.

## Geschiedenis
De Brunfauttoren dateert uit 1965. Het was een periode waarin een bouwwoede ontstond in de hoofdstad. De toren was dan ook een van de eerste gevolgd door vele andere zoals bijvoorbeeld de Louizatoren, Madoutoren en de Vijf Blokken. Het Brusselse gewest zette hard in op woontorens met goedkopere sociale woningen. De openbare vastgoedmaatschappij de Molenbeekse Woningen startte samen met architect Julien Roggen de werken.
In 2011 kondigde de Brusselse online krant bruzz.be aan dat de sociale huisvestingsmaatschappij de Molenbeekse Woningen de verouderde en onveilige woontoren zou laten verbouwen. Normaal was het de bedoeling om deze te slopen en op de site een nieuw complex te laten herrijzen. (Buurt)bewoners kwamen in opstand tegen dit idee via de buurtwerking La Rue en eisten verbouwingen en de garantie om als eerste in aanmerking te komen om terug in de toren te wonen. Een renovatie was, toen deze beslissing viel, nog goedkoper dan nieuwbouw (nu is dat anders). De geplande verbouwingen schoven steeds verder op door een gerechtelijke procedure van een aannemer die de werken niet mocht uitvoeren.
De renovatie aan de woontoren werd uiteindelijk voorbereid door de architectenbureaus Dethier en Atelier 229 en uitgevoerd door In Advance. De totale kostprijs van het project was ongeveer 22 miljoen euro, gefinancierd door het Brussels Hoofdstedelijk Gewest via de SLRB-BGHM (Brusselse Gewestelijke Huisvestingsmaatschappij).

## Ontwerp
De toren is gebouwd vanuit een stalen geraamte. Dat was in die tijd een zeer revolutionaire manier om te bouwen in België. Het oorspronkelijke rechthoekige gebouw telde 16 verdiepingen en had geen balkons. Daardoor oogde het gebouw vrij strak en modern. De Brusselaars konden dit uiterlijk niet goed smaken en doopten de toren om tot 'Kartonnen Blokkendoos'. De toren had een vloeroppervlakte van 6.500 m².
Het huidige gebouw telt in totaal 98 woningen, gaande van studio's tot appartementen met vijf slaapkamers. Er zijn ook 19 appartementen met 1 slaapkamer en 39 woningen met 3 slaapkamers of meer. Om na de renovatie hetzelfde aantal woningen te kunnen behouden, stelden de architecten voor om de sokkel te verbreden en de toren met vijf verdiepingen te verhogen. Zo werd de oppervlakte bijna verdubbeld: van 6.500 m² naar meer dan 10.000 m².
Om het idee van een lichtgewicht structuur te behouden, combineerde het renovatieproject het stalen geraamte met een vloer van kruislaags gelamineerd hout (CLT). Dit type hout, dat licht en brandwerend is, weegt minder dan beton en is een duurzamere optie.  
Alle appartementen met twee of meer slaapkamers hebben grote patioterrassen waarrond het volume zich in een U-vorm ontvouwt. Het algehele visuele en akoestische comfort van alle woningen werd sterk verbeterd door het gebruik van modernere materialen en technieken.
Op het gebied van energieprestaties voldoet het gebouw nu aan de huidige passiefnormen. Er is een balansventilatiesysteem en een warmtekrachtkoppelingssysteem geïnstalleerd. Op het dak staat één ketel voor het hele gebouw. Het geheel is zeer goed geïsoleerd, waardoor er ongeveer 90% minder warmte verloren gaat.
De gevel heeft ook een sobere maar harmonieuze behandeling gekregen. De zuidgevel is voorzien van een aluminium spiegelbekleding, waardoor de toren de lucht weerspiegelt en naadloos opgaat in de stad. 

## Sociale banden
Binnen het renovatieproject werd er speciale aandacht besteed aan het verbeteren van de manier waarop mensen samenleven in de toren. Er is goed nagedacht over de ruimten onderaan en rondom de toren om ze gezelliger te maken. Hoeken en obstakels zijn verwijderd om zoveel mogelijk van de voet van de toren vrij te maken en meer uitzicht te creëren. De toren heeft nu een polyvalente zaal op de benedenverdieping en aangepaste lokalen voor fietsen en kinderwagens. Op de planning voor het gelijkvloers staat ook nog de integratie van een kunstwerk via het 101e% van de BGHM.
Twee begeleidingsprojecten zullen er bovendien voor zorgen dat de intrek en het leven van de huurders in de toren zo goed mogelijk verloopt. Met de steun van de vzw's Bonnevie en La Rue zal OVM De Molenbeekse Woningen technische assistentie bieden om de huurders te helpen zich vertrouwd te maken met dit energiezuinige gebouw.
Het project Mimosa 1080 zal, in samenwerking met de vzw Groot Eiland, banden en sociale cohesie creëren door de bewoners en hun buren aan te moedigen om samen te komen. Dit project zal plaatsvinden in het lokaal met een gemeenschappelijk terras op de 18e verdieping. 
Dit nieuwe dakterras, dat openstaat voor de bewoners, zal een plek worden voor het ontwikkelen van sociale cohesie, met een kleine moestuin en een tribune. Het prachtige 360°-uitzicht reikt veel verder dan de grenzen van Molenbeek en Brussel.